# Бібліотека Залуських

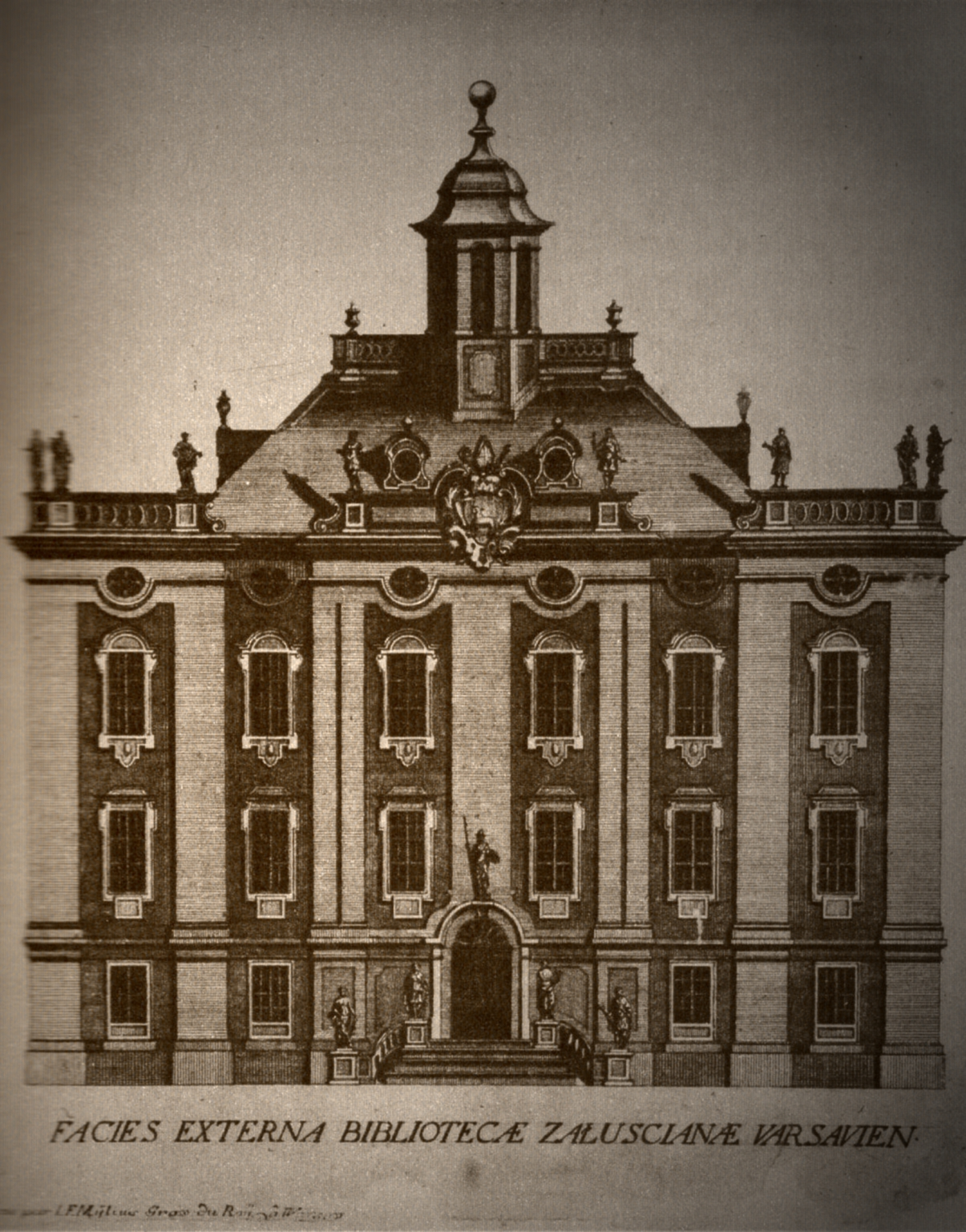
Бібліотека Залуських бл. 1752 року

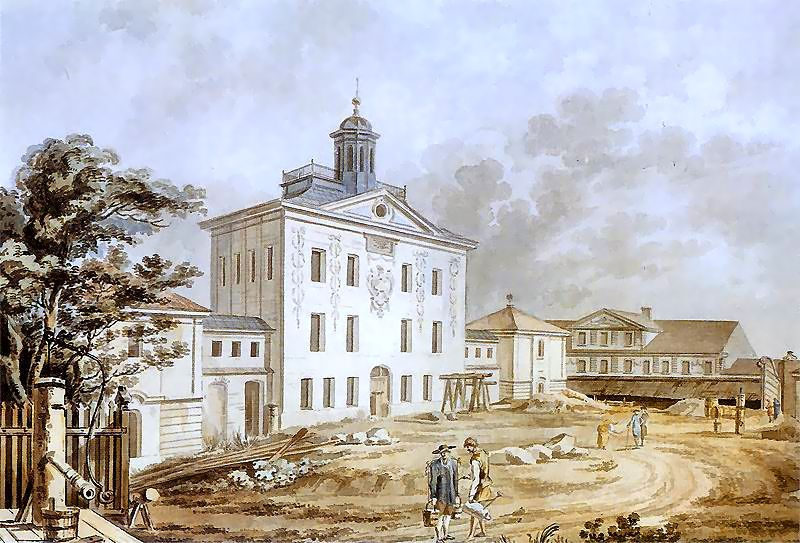
Бібліотека Залуських в 1800 році

Бібліотека Залуських (пол. Biblioteka Załuskich) — перша громадська наукова бібліотека в Польщі, заснована в 1747 році у Варшаві братами Залуськими гербу Юноша.

## Історія
8 серпня 1747 року з ініціативи братів Юзефа-Анджея (1702–1774) та краківського єпископа Анджея-Станіслава Залуських (1695–1758) в будівлі палацу Даниловичів була відкрита перша в Польщі публічна бібліотека, що стала однією з перших у світі публічних національних бібліотек. Видатні польські бібліофіли і вчені-просвітителі брати Залуські зібрали унікальну колекцію, яка навіть ще як особиста бібліотека, комплектувалася виключно на науковій основі літературою з різних країн Європи.
Починаючи з 1742 року, Ю. Залуський, один із засновників бібліотеки, працював над створенням національної бібліографії, яка називалася Bibliotheca Polona magna universalis і склала 10 рукописних томів.
Після смерті Йозефа Залуского в 1774 року бібліотека перейшла у власність держави, отримавши офіційний статус державної бібліотеки, і стала називатися Бібліотека Речі Посполитої імені Залуських. 1780 року вийшла постанова Сейму Речі Посполитої про надання Бібліотеці Залуських права на отримання обов'язкового примірника всіх творів, що друкувалися в країні. Таким чином, бібліотека стала не тільки першою публічною бібліотекою в Польщі, але й прийняла на себе функції національної бібліотеки.
За багатством своїх фондів і за їхньою чисельністю Бібліотека Залуських могла зрівнятися з трьома найбільшими бібліотеками Європи того часу: Бібліотекою Британського музею в Лондоні, Національною бібліотекою Франції та Королівської бібліотекою в Мюнхені.
Після придушення в 1794 році повстання під керівництвом Тадеуша Костюшка та взяття Варшави О. Суворовим, бібліотека, яка становила 400 000 томів, була оголошена власністю російського уряду і як військовий трофей перевезена до Петербурга. Ці фонди стали основою Імператорської публічної бібліотеки.
Російські автори XIX століття розглядали варшавський період Бібліотеки Залуських як передісторію Імператорської публічної бібліотеки в Петербурзі. В 1930-ті роки основну частину фондів Бібліотеки Залуських було повернено польській стороні.
Під час Варшавського повстання 1944 року бібліотека була зруйнована нацистами. Збережену частину колекції (1800 рукописів і 30 тис. книжок) прийняла Національна бібліотека Польщі.